# Liste der Bodendenkmäler in Reichshof
Die Liste der Bodendenkmäler in Reichshof enthält die denkmalgeschützten unterirdischen baulichen Anlagen, Reste oberirdischer baulicher Anlagen, Zeugnisse tierischen und pflanzlichen Lebens und paläontologischen Reste auf dem Gebiet der Gemeinde Reichshof im Oberbergischen Kreis in Nordrhein-Westfalen (Stand: September 2020). Diese Bodendenkmäler sind in Teil B der Denkmalliste der Gemeinde Reichshof eingetragen; Grundlage für die Aufnahme ist das Denkmalschutzgesetz Nordrhein-Westfalen (DSchG NRW).
| Bild | Bezeichnung                                                    | Lage                                                                       | Beschreibung | Bauzeit | Eingetragen seit | Denkmal- nummer |
| ---- | -------------------------------------------------------------- | -------------------------------------------------------------------------- | ------------ | ------- | ---------------- | --------------- |
|      | Pingenfeld, Stollen, Industriewüstung                          | Hespert nördlich von Singelbert, Silberhardt                               |              |         | 06.07.1988       | 1               |
|      | Pingenfeld, Stollen, Industriewüstung                          | Hespert nördlich von Singelbert, Silberhardt                               |              |         | 16.12.1991       | 1a              |
|      | Zeithstraße, Karrengeleise                                     | Heischeid                                                                  |              |         | 07.12.1988       | 2               |
|      | Landwehr                                                       | Hespert Südwesthang der Silberkuhle                                        |              |         | 21.12.1988       | 3               |
|      | Bergbau, Stollen, Halden, Juliane II                           | Heischeid westlich von Heischeid                                           |              |         | 27.08.1990       | 4               |
|      | Bergbau, Stollen, Pingenfeld, Halde, Fundpunkt Wilhelmsstollen | Heischeid nördlich von Giershausen                                         |              |         | 27.08.1990       | 5               |
|      | Stollen, Industriewüstung, Grube Fahrenberg                    | Fahrenberg                                                                 |              |         | 27.08.1990       | 6               |
|      | Bergbau, Pingen, Grube Wildberg                                | Wildberg                                                                   |              |         | 27.08.1990       | 7               |
|      | Grube Alter Bleiberg                                           | Pochwerk/Zimmerseifen                                                      |              |         | 27.08.1990       | 8               |
|      | Bergbau, Pingen, Grube Wildberg                                | Wildberg                                                                   |              |         | 27.08.1990       | 9               |
|      | Bergbau, Stollen, Pingenfeld                                   | Hespert                                                                    |              |         | 27.08.1990       | 10              |
|      | Bergbau, Pingen, Stollen                                       | Wildbergerhütte Auf dem Katharinenberg                                     |              |         | 15.04.1991       | 11              |
|      | Mittelalterlicher Verhüttungs- und Meilerplatz                 | Eckenhagen östlich von Eckenhagen                                          |              |         | 18.12.1991       | 12              |
|      | Hohlweg bei Tillkausen                                         | Eckenhagen nördlich von Hespert und östlich der Landstraße nach Tillkausen |              |         | 13.07.1994       | 13              |
|      | Fossilienfundplatz                                             | Nespen Steinbruch Jaeger                                                   |              |         | 08.03.1994       | 14              |